# Austrálie na Letních olympijských hrách 1972
Austrálii na Letních olympijských hrách v roce 1972 v německém Mnichově reprezentovalo 168 sportovců ve 20 sportech. Ve výpravě bylo 139 mužů a 29 žen.

## Medailisté
| Medaile | Jméno                                | Sport      | Soutěž                          |
| ------- | ------------------------------------ | ---------- | ------------------------------- |
| Zlato   | Shane Gouldová                       | Plavání    | Ženy 200 m polohový závod       |
| Zlato   | Shane Gouldová                       | Plavání    | Ženy 200 m volný způsob         |
| Zlato   | Shane Gouldová                       | Plavání    | Ženy 400 m volný způsob         |
| Zlato   | Beverley Whitfield                   | Plavání    | Ženy 200 m prsa                 |
| Zlato   | Gail Neall                           | Plavání    | Ženy 400 m polohový závod       |
| Zlato   | Bradford Cooper                      | Plavání    | Muži 400 m volný způsob         |
| Zlato   | John S. Anderson David Forbes        | Jachting   | Družstvo mužů třída Star        |
| Zlato   | Thomas Anderson John Cuneo John Shaw | Jachting   | Družstvo mužů třída Dragon      |
| Stříbro | Raelene Boyleová                     | Atletika   | Ženy běh na 100 m               |
| Stříbro | Raelene Boyleová                     | Atletika   | Ženy běh na 200 m               |
| Stříbro | John Nicholson                       | Cyklistika | Muži 1 000 m sprint             |
| Stříbro | Danny Clark                          | Cyklistika | Muži 1 000 m s pevným startem   |
| Stříbro | Clyde Sefton                         | Cyklistika | Muži silniční závod jednotlivců |
| Stříbro | Shane Gouldová                       | Plavání    | Ženy 800 m volný způsob         |
| Stříbro | Graham Windeatt                      | Plavání    | Muži 1 500 m volný způsob       |
| Bronz   | Shane Gouldová                       | Plavání    | Ženy 100 m volný způsob         |
| Bronz   | Beverley Whitfield                   | Plavání    | Ženy 100 m prsa                 |